# Котел (Болгарія)
Котел — місто в Східній Болгарії, адміністративний центр общини Котел Сливенської області. Місто є третім за величиною в регіоні після Сливена і Нової Загори.

## Географія

### Розташування
Місто Котел розташоване в середніх передгір'ях Східних Балканських гір, у рівнинній частині гірської долини, і в важливому в геоісторичному значенні перевалі, відомому як Демир Капія. Цей перевал є «свідком» багатьох запеклих історичних битв від давнини до нашого часу.

### Рельєф
У морфогеографічному аспекті рельєф області має горбисто-передгірний і гірсько-долинний рельєф із середньою висотою від 300 до 1128 м над рівнем моря.
Найвища вершина — Розбійна, висота 1128 м, з'єднана з південного заходу з передгір'ями Ічеренської і Карандильської висот.
Місцевість «Чуката» з'єднує Сливенську гору з Ічеренсько-Жерунськими висотами та Котленськими пагорбами. Піднявшись на гірський хребет у місцевості «Чукарі», що веде до вершини Розбійна, у південно-східному напрямку відкриваються лісові та туристичні екологічні стежки до селищ Жеравна, Нейково, а потім до місцевості Карандила на Сливенських горах.

### Води
У гідрографічному плані область багата гірськими джерелами і малими річками, переважно з дощовим зимовим харчуванням. На території міста та області, від гірської вершини (що з'єднує Котел з Тиченсько-Омуртагським районом) «Сухий Дал», дві великі річки протікають через місто: Сухойка і Глогова. У селі Градець вони впадають у річку Гола Камчия, яка є однією з рукавів річки Луда Камчия, що впадає в водосховище «Камчия». 

### Флора і фауна
Флора представлена природними широколистяними лісами (дуб, граб, бук, ясен та ін.), і деякими штучно посадженими хвойними лісами (чорна сосна), невеликим природним ареалом білої ялиці, що чергуються з відкритими просторами, що представляють пасовища та луки. На відкритих луках є орхідеї та інші. Фауна багата завдяки різноманітності середовищ існування. Тут трапляється гадюка носата і гадюка звичайна (рідкісні), а також два види річкових раків, кілька видів кажанів зустрічаються в печерах. Ссавці: благородний олень, косуля, дикий кабан, кролик та ін., А також хижаки: ведмідь (рідко), вовк, шакал, лисиця тощо. З птахів майже всі види дятлів, які зустрічаються в Європі. Добре представлені хижі птахи — скельний орел, маленький плямистий орел, сокіл, сова, яструби і т. д. Чорний лелека гніздиться в цьому районі. Під час міграції птахів в осінній та весняний період є багато перелітних птахів, деякі з них — великими зграми — лелеки, чаплі та інші. Чудовим фахівцем по вивченню та збереженню природи котелського регіону є зоолог і видатний природоохоронник Микола Боєв.

### Клімат
Клімат: помірно-континентальний, з впливом гірського клімату. Тут помірна зима, прохолодне літо і тепла та тривалу осінь. Часто через змішаний рельєф горбисто-рівнинного характеру спостерігаються короткі і «болісні» явища — гради, тумани, густі хмари, дощі, сильні вітри тощо. Середня температура січня — 1,5 градуса, у липні — 20 градусів.

### Захищені місцевості
На території общини є два резервати:
- Заповідник «Керсенлика» загальною площею 114,5 га. Він розташований на землях села Боринці. Це ареал з білої ялинки, віком більше 110 років. Буферна зона до заповідника має площу 89,5   га.
- Заповідник «Орлицата» займає площу 559,4 га і розташований на території міста Котел і села Медвен. Створений з метою збереження багатовікових букових лісів (бук мизійський), ареалів рідкісних птиць і унікального карстового комплексу з безліччю печер, прірв, джерел тощо. На його території знаходиться також скельний феномен «Орлицата» — гніздовище скельного орла. Буферна зона для заповідника охоплює ще 114,7 га.
- Захищена місцевість «Злостен»
- Охоронна територія «Урушські скали»
- Охоронна територія «Орлині печери»

Гористі місцевості:
- «Вида» — історична територія у 2.0 га, розташована на землях   м. Котель і с.   Жеравна, пов'язана з опором візантійським загарбникам. Є залишки старої римської фортеці «Діавена».
- Перевал «Залізні ворота» (Демір Капія) — з площею 0,1  га на території села   Жеравна. У цьому місці відбулася битва між військами Івайла і візантійським командиром Мурином в 1279 році.
- Гора Розбійна має площу 5 га. У 1876 р. тут було місце збору повстанців Другого революційного Сливенського округа.
- «Оточена галявина» площею 2 га розташована на території села Нейково. Тут знаходилося місце збору загону Хаджи Димитара.

Місцевості: Коминчето, Елениця, Батойка, Червоний палець, Сухий Дол, Урушські скелі та деякі інші.

## Історія
Перевал визначив долю котелчан і значною мірою визначив багате історичне минуле і місце, яке Котел зайняв у болгарській історії. У самому місті існування життя до османського правління ще не було відкрито, але його околиці були заселені з найдавніших часів.

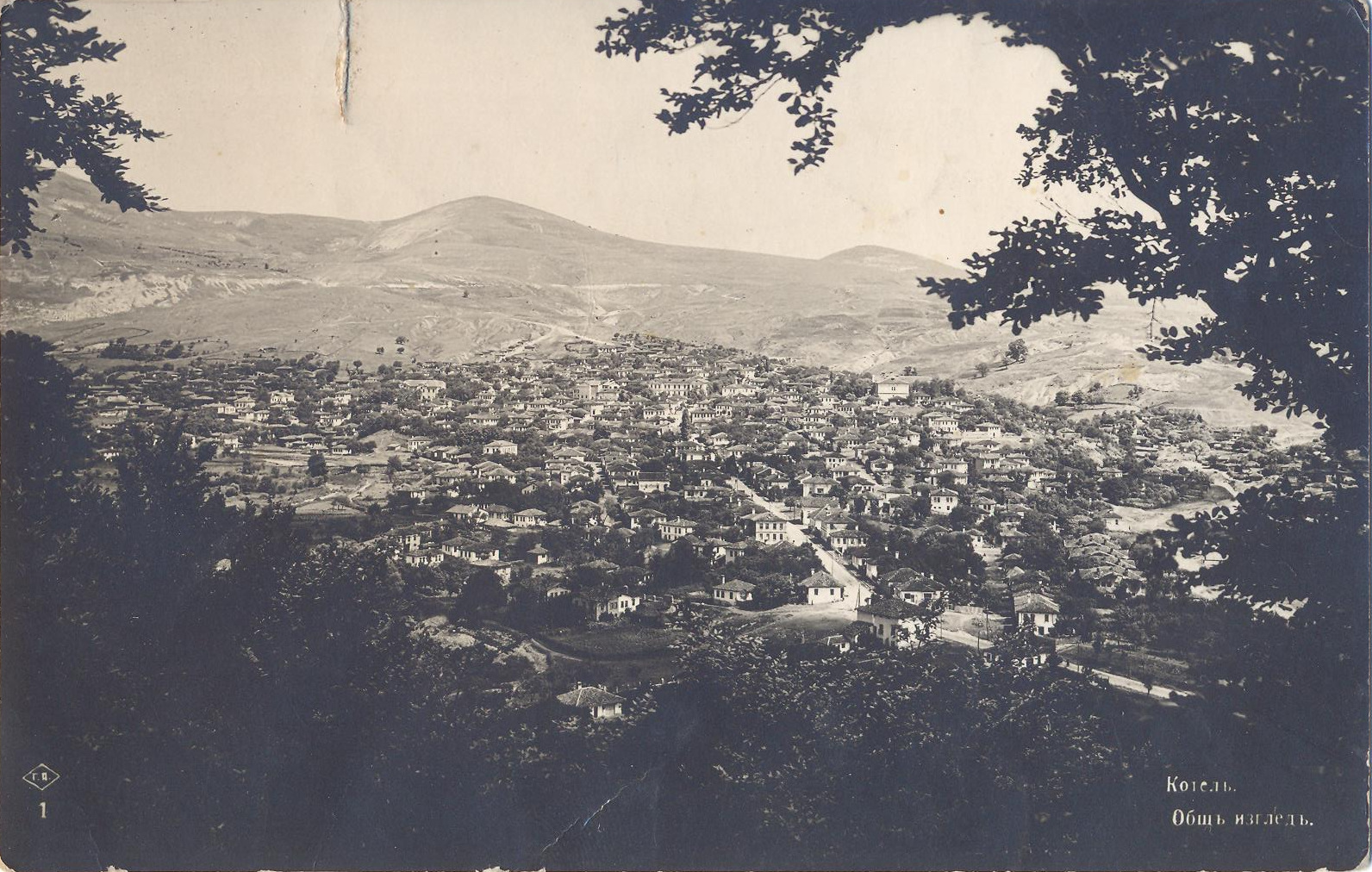
Вид на Котел, 1932

Археологічні розкопки в районі Котла виявлють фрагменти енеолітної кераміки, кам'яних палиць і сокир, крем'яних ножів V—VI тисячоліття до н. е., а також фракійські культові комплекси і скельні гробниці в районах Чобрата і Талім Таш, які відносяться до першого тисячоліття до нової ери. Близько в 6 км на південь від міста знаходиться антична стіна на Демір Капія (Залізні Ворота), яка була пов'язана з фортецею на горі Вида. Біля підніжжя є місцевість «Грецький Дол», де, за переказами, були розбиті візантійцями війська хана Крума в 811. Середньовічні замки та села в безпосередній близькості від Котла, такі як Козяк, Хайдут Вербан, Тича, Ачерас після удару турецьких завойовників існували до кінця 14 століття і поділили долю більшості болгарських фортів — вони були зруйновані і покинуті, а їхнє населення шукало більш безпечного притулку на Балканах. Місто Котел було заселене на початку турецького правління болгарами, які шукали порятунку з навколишніх міст і сіл. Найранішні відомості про селище написані у документі під назвою «Казан Понар», що знаходиться в Реєстрі Нікопольського санджака, який був складений в 1486 році. Тоді Котел був частиною володіння феодала Муси і налічував 53 будинки або домогосподарства.
Місто, за переказами, було заселено після військових заворушень, які змусили населення села Новачка шукати нове поселення. Табун коней був втрачений і після довгих пошуків селяни знайшли їх в дивному місці, відомому зараз як «Ізворова поляна». Зі скель спадала прозора, холодна вода. Прекрасна природа, пишні пасовища здивували людей і вони вирішили оселитися в цьому місці. Котел все ще стоїть на важливому балканському перевалі між Шуменом і Сливеном; приблизно в 15 милях від моря, і, ймовірно, був заснований близько у 1545 році біженцями прилеглих районів. Костянтин Іречек повідомляє, що котелчани, озброєні палицями і списами (харби), під командуванням місцевих воєвод, утримували прохід як дервентжиї. Збір податків здійснювася воєводою, і османам було заборонено поселятися в Котлі. Під час війни спеціальний урядовий чиновник спостерігав, щоб турецька армія не зупинялася і не обманула, але через часті порушення ці чиновники фактично зникли. Котелчанам вдалося захистити себе від карджалів і побудувати оборонну міську стіну.
Великого значення для болгарського відродження надає Котел. Існує довгий список вихователів, які піднесли літературно-просвітницьку роботу — Анастас Кипіловський, Стефан Орицький, Анастас Границький, Гавраїл Крастевич, Стефан Богоріді, Петр Берон. Котел — місто ренесансної архітектури, побудоване за одним з кращих зразків дерев'яного народного будинку пізнього Відродження. У другій половині XVIII і XIX століттях, завдяки розвитку багатьох ремесел, місто зростало і налічувалося вже 1200 будинків. 450 тисяч голів овець та великої рогатої худоби налічується в околицях міста.

## Населення

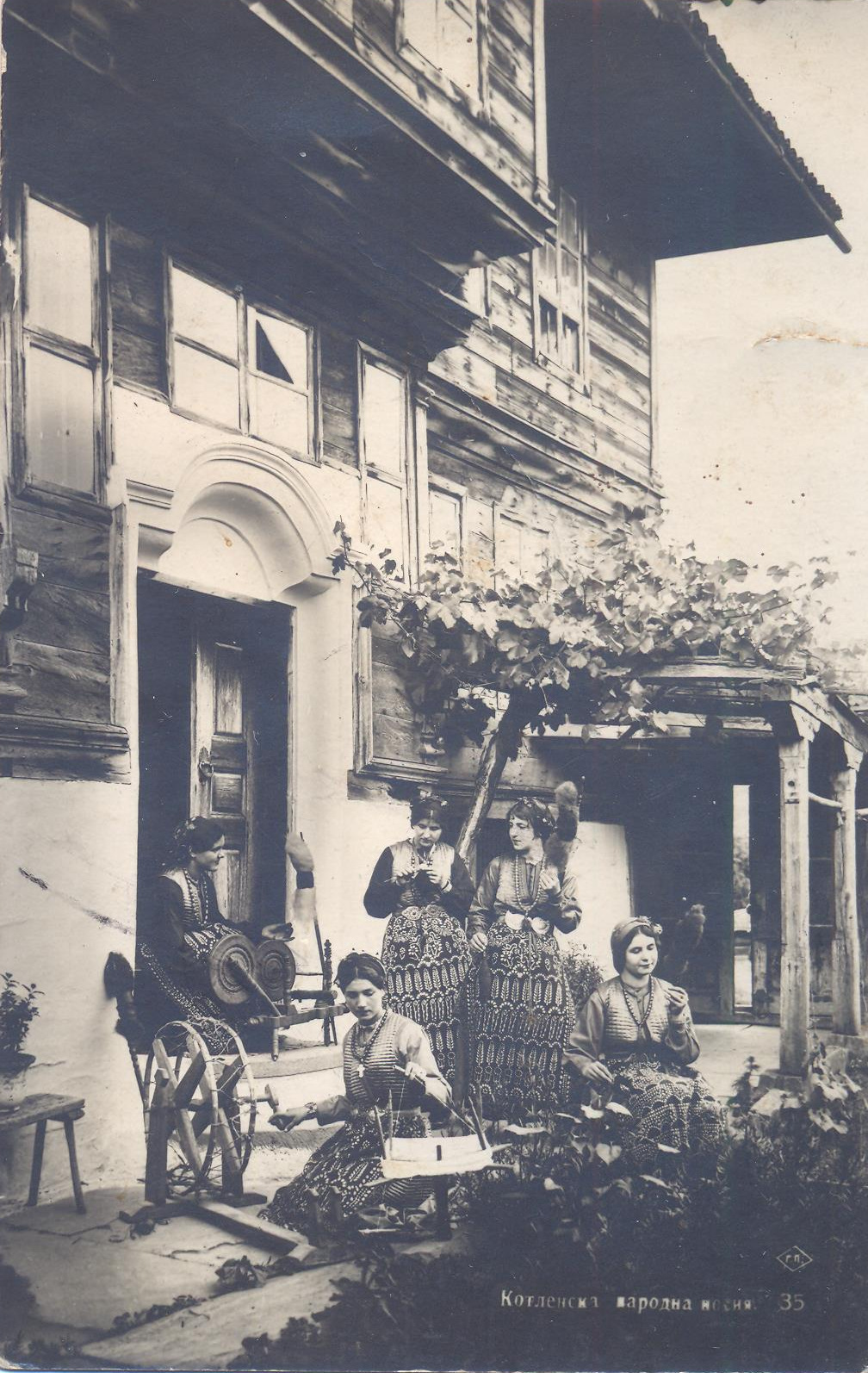
Поштова карточка. Котел до 1932 року

### Кількість населення
- 7500 осіб (2001)
- 7777 осіб (2010)
- 5711 осіб (2012)
- 5329 осіб (2016)

Розподіл населення за віком у 2011 році:
Динаміка населення:

### Етнічний склад
Основними етнічними меншинами у місті та області є цигани, турки та каракачани. Східне православ'я має дві православні церкви і кілька церков в болгарських селах Тича, Жеравна, Нейково, Катунище, Медвен, Градець.
За даними 2011 року, 3667 людей міста самоідентифікуються як болгари, 1177 — цигани і 61 — турки.

### Релігія
Основними релігіями є християнство (православ'я) і іслам.
Іслам більш поширений в околицях міста, де є компактне місцеве турецьке населення. У селах з переважним населенням болгарських турків є мечеті, які очолюються керівництвом шуменського обласного муфтія.
Протестантство представлене євангельськими, адвентистськими та ново апостольськими спільнотами.

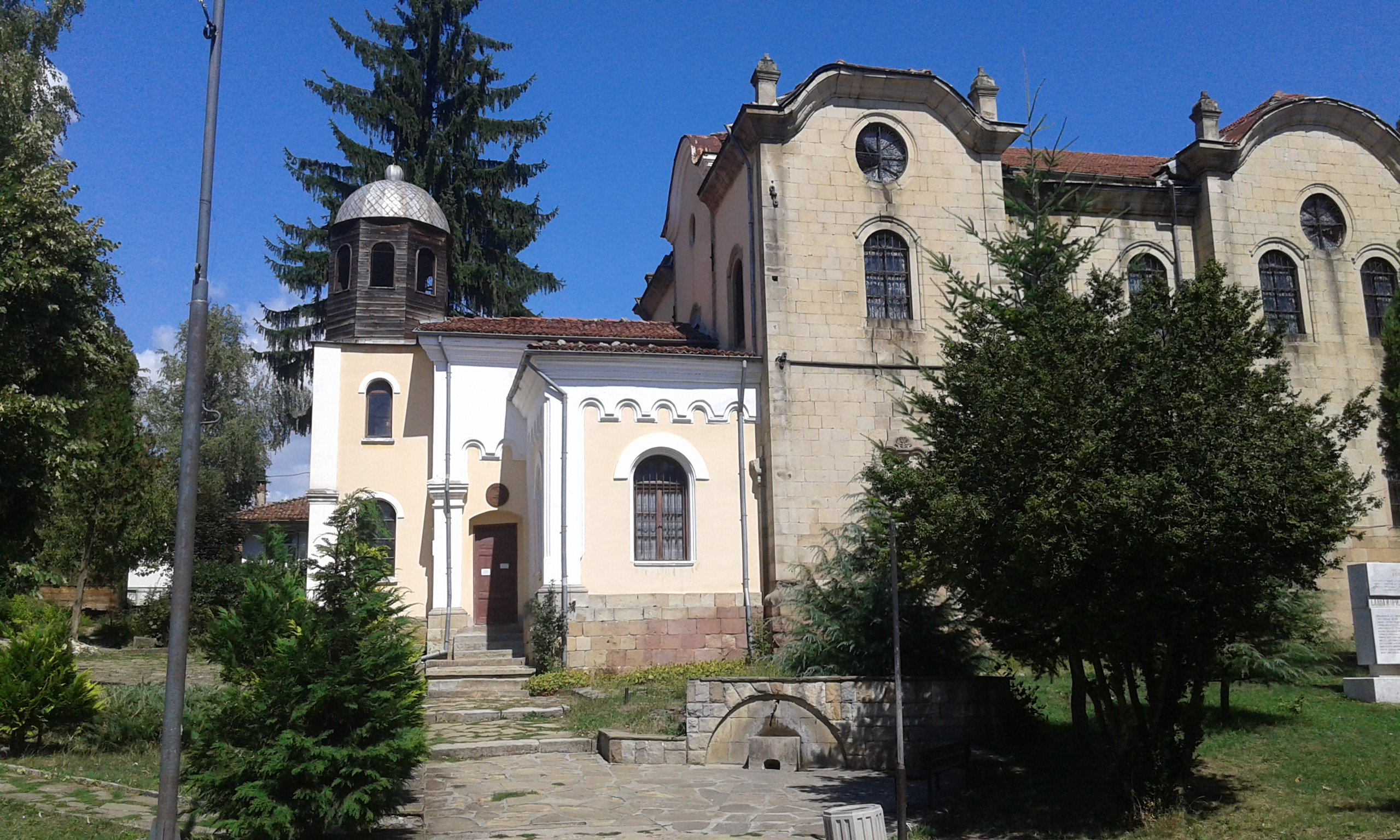
"Св. Трійця "

## Освіта

### Котелська книжкова школа
Найвидатнішим представником Котелської книжкової школи є Софроній Врачанський (Поп Стойко Владиславов).

### Навчальні заклади
- «Георгій Стойков Раковський»

### Національна школа фольклорного мистецтва «Филип Кутев»
Національна школа фольклорних мистецтв «Филип Кутев» була заснована 2 жовтня 1967 року і є першою середньою школою в Болгарії, що спеціалізується на болгарському фольклорі. З моменту свого заснування до 2004 року школа була середньою музичною.

## Політика
Мер міста Котел у березні 2017 року Коста Каранашев (ГЕРБ). Замісники: Детелина Адамова, Шериф Куванджо, Румен Стоїлов.

## Промисловість
У місті та області провідними галузями залишаються лісозаготівля, збір грибів, трав і розведення овець. Ткацтво килимів та пошиття одягу більше вже не представлені як колись. Намагаються розвивати виробництво і експорт кам'яних плит для будівництва, але через відсутність дозволу екологів і населення воно не розвивається. РПК "Г. C. Раковські "підтримує тільки пекарню і два продуктові магазини. Двічі на тиждень до міста приїжджають подорожуючі торговці, а кожний понеділок і четвер відкривається блошиний ринок. У місті та області існує соціальна мережа установ та служб. Розроблено денний центр для літніх людей та домашній патронаж. Телекомунікаційні та поштові послуги мають високу мобільність і охоплення.

## Визначні пам'ятки

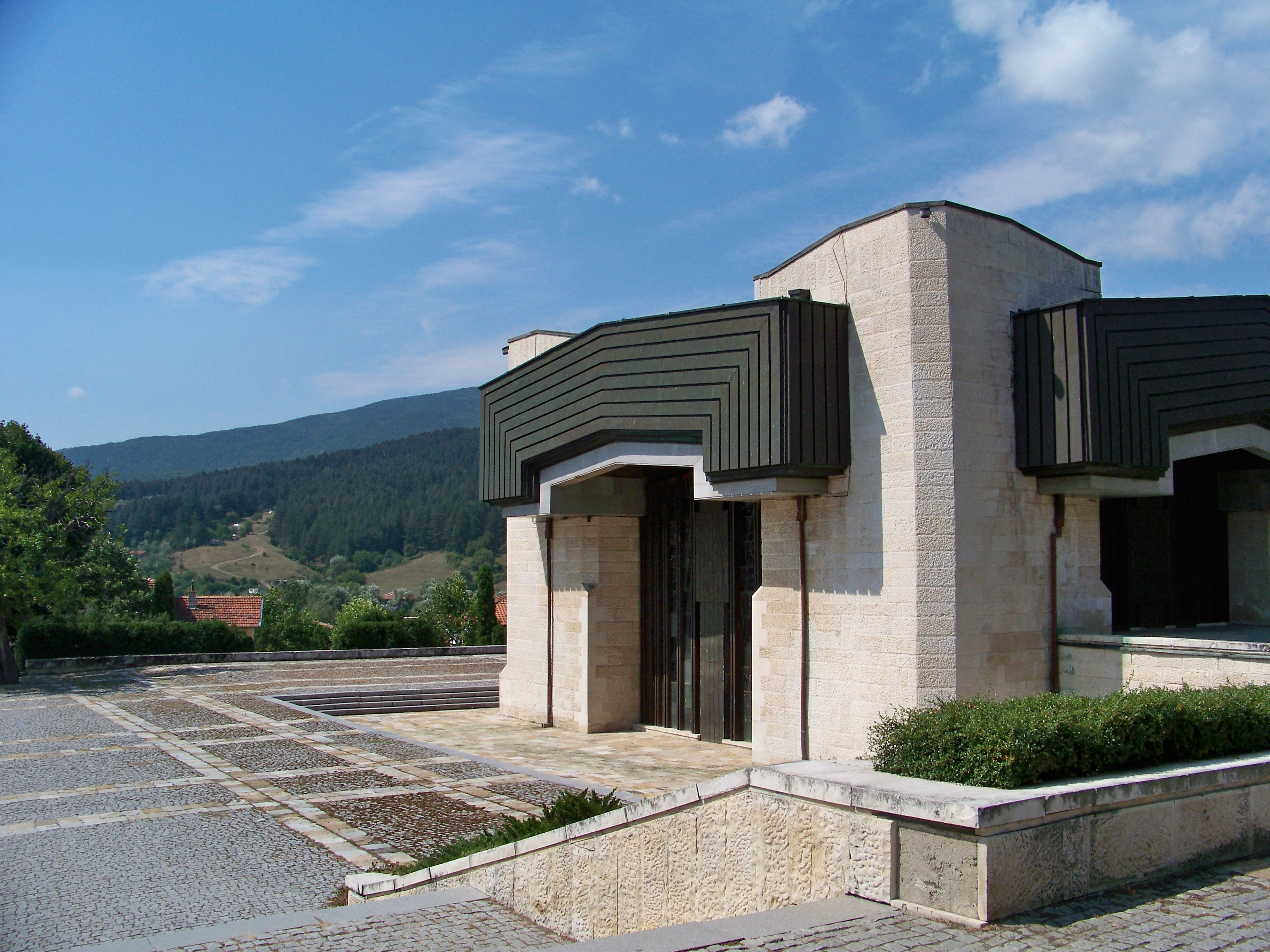
Пантеон Георгія Стойкова Раковського з музеєм Відродження

У місті ає Пантеон Георгія Стойкова Раковського, Музей Відродження та Музей природознавства, що входять до 100 національних туристичних об'єктів БТС .
Музей природознавства є одним з найбільших в Болгарії. Муніципальна бібліотека «Петр Матеєв» має багату бібліотеку, де можна знайти різноманітну наукову та художню літературу.
Історичний музей має 3 експозиції: «Котелський Ренесанс» з Пантеоном Георгія Раковського, «Котелський побут відродження» — Кьорпеєв будинок і «Старокотелські килими і текстиль» — Галатанська школа і 5 експозицій в Жеравні і Медвнах («Історія Жеравни» — будинок «Сава Філаретов», «Жеравна під час національного відродження» — будинок «Руси чорбаджи», — будинок «Йордан Йовков», прикладне і образотворче мистецтво — художня галерея «Жеравна» і будинок «Захарій Стоянов» в с. Медвен.

У Котелі діє Національна школа фольклорного мистецтва «Филип Кутев». Спеціальності: народні інструменти, народний спів, болгарські танці, виготовлення народних інструментів. 

## Природні комплекси
Найвідомішим є карстовий комплекс «Злостен», який був оголошений природним пам'ятником і включає ряд раніше оголошених заповідних територій. Він розташований на території міста Котел, що охоплює райони села Ябланово і займає площу 343,7 га. Створений з метою збереження характерних наземних форм, печер та інших карстових утворень.
Іншим подібним місцем є «Римське кале» з подібним історичним і географічним значенням. Зі скельних феноменів «Чаталкая» є найпопулярнішою. Також відомими є друга найдовша обривна печера в Болгарії — «Ледника», довжиною 103 м, «Субатто», довжиною 58 м, де води гірського потоку зникають під землею, «Мглява», вхід якої постійно оповитий туманом.
Іншими природними пам'ятками є також окремі печери, такі як:
- «Св. 40 мучеників» на території села Кипилово, площею 5,0 га;
- «Сухайка», з багатьма карстовими печерами;
- «Дряновська печера» площею 5,0 га, яка характеризується прекрасними формами сталактитів і сталагмітів у ній;
- Печера «Приказна», площею 4,2 га;
- Досліджено 3100 метрів печерних галерей у 6-й по довжині печері в Болгарії «Білярника», яка вивчалася тільки в 1970 році, площею 1,0 га;
- «Кривава калюжа»;
- «Чорні джерела», розташовані в районі місцевості «Царевець», с. Медвен;
- «Мала маара»;
- «Маварата» та інші.

Деякі печери пов'язані з легендами та історичними подіями, що робить їх ще більш привабливими та таємничими. Наприклад, у районі, де розташована «Кривава печера», за легендами було вбито велика кількість військових Нікіфорова; печера «Раковського» названа на честь Г. Раковського, який в 1854 році починає писати біля неї книгу «Лісовий мандрівник». У печері «40 корит», за легендами, поховали золото і коштовності. Є також інші печери в районі, які, хоча і не оголошені захищеними об'єктами, також представляють інтерес — «Духлото», «Орлова печера», притулок колонії тисяч кажанів — рідкісних і охоронюваних тварин, «Печера Дядо-Сабева», «Велика Хумба», «Мала Дряновська», «Нова Дряновська», «Чорна діра», на захід від Котела, «Печера Козяча» на території села  Кипілово, «Академік», «Жах спокусниці» у районі «Злостен» та інші. На території міста   Котел — скельні утворення «Урушськи скелі» (прекрасний скельний витвор чудових вапнякових порід, придатий для проживання хижих птахів) площею 69,0 га і скельна вертикаль в 70 м.
Гірські води часто спускаються до скелястих скель і утворюють красиві водоспади, І природним пам'ятником був оголошений семиметровий водоспад «Блакитний», а водоспади «Скокове» і «Медвенські джерела» потрапляють у вододіл річки Медвен.
Окрім природних пам'яток, цей район також славиться багатьма історичними пам'ятками. Значна частина з них також охороняється, а саме:
- «Калето» — римська фортеця 3-го-4-го століття нашої ери, розташована в місцевості «Борината», розташованого на території міста   Котел.
- «Кипиловське кале» — площею 1 га, на території села   Кипилово — місцевість   «Боринці», залишки древньої римської фортеці.
- На території села   Медвен також є залишки давньої римської фортеці, відомої як «Калето» . Площа, яку вони займають, становить 0,7   га.

## Регулярні події
Перше свято «Балканські співи і розповіді» організовано в Елені 20 і 21 червня 1974 року. З тих пір по принципу ротації проводився в балканських містах Елена, Дряново, Котел, Трявна, Твардиця і Гурково.
Свято міста Котел відзначається щорічно з 1 листопада 1993 року.

## Особи

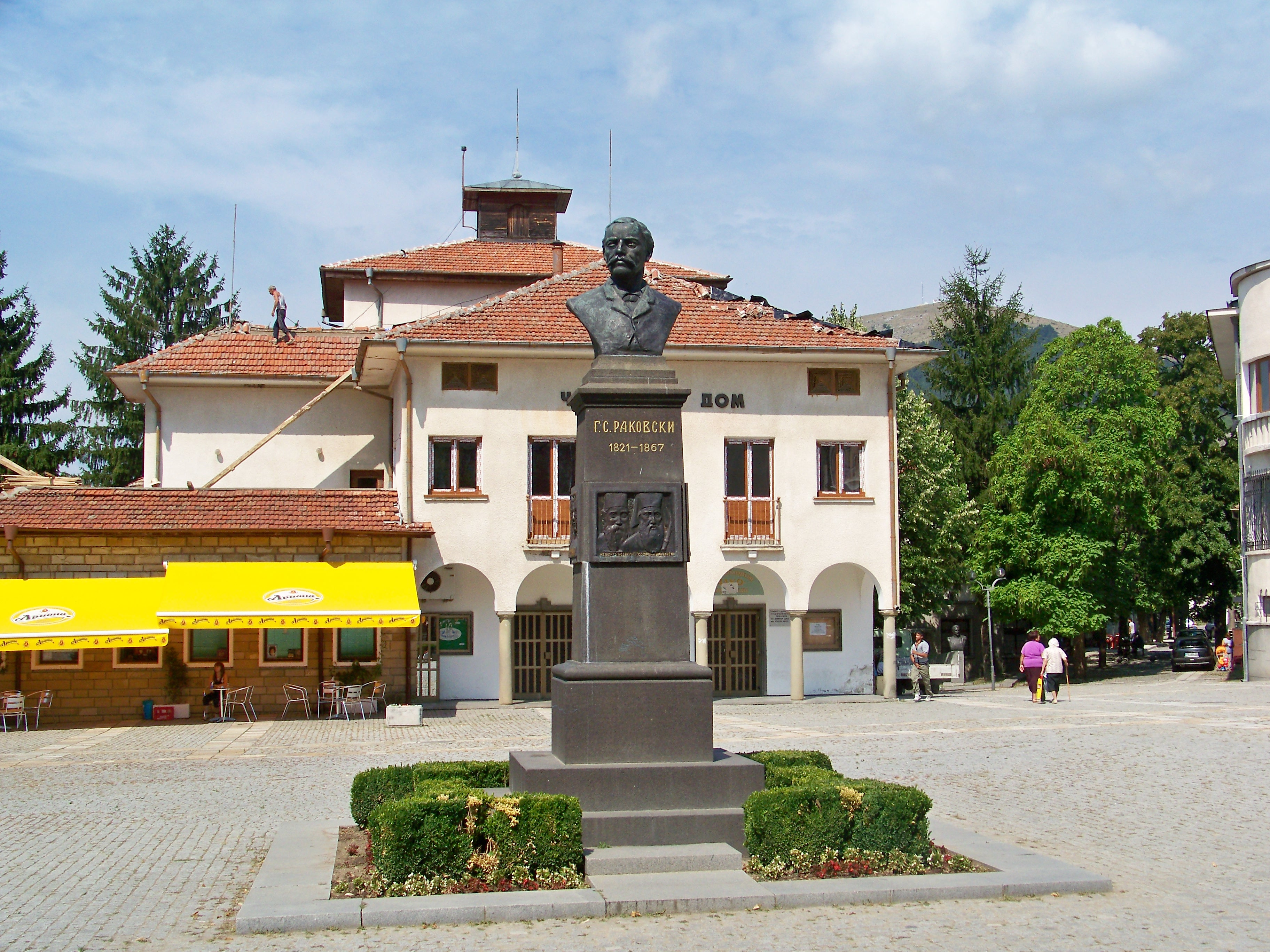
Пам'ятник Георгію Раковському

Котел — батьківщина Софронія Врачанського, Георгія Мамарчева, Марка Леринського, Георгія Раковського, Петра Берона, Філіпа Кутева, Василя Берона та багатьох інших людей, пов'язаних з історією, культурою та наукою Болгарії.

## Галерея

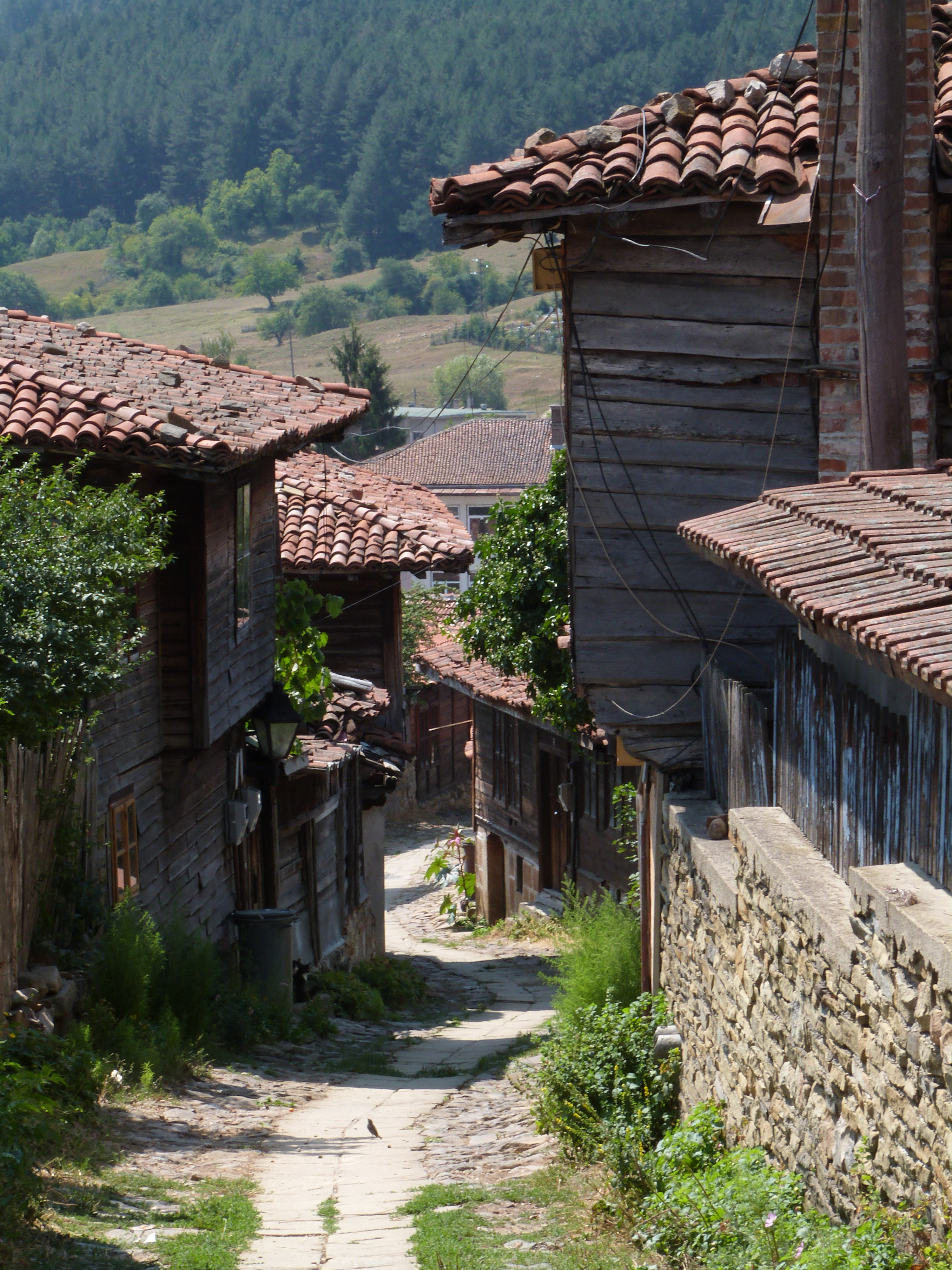
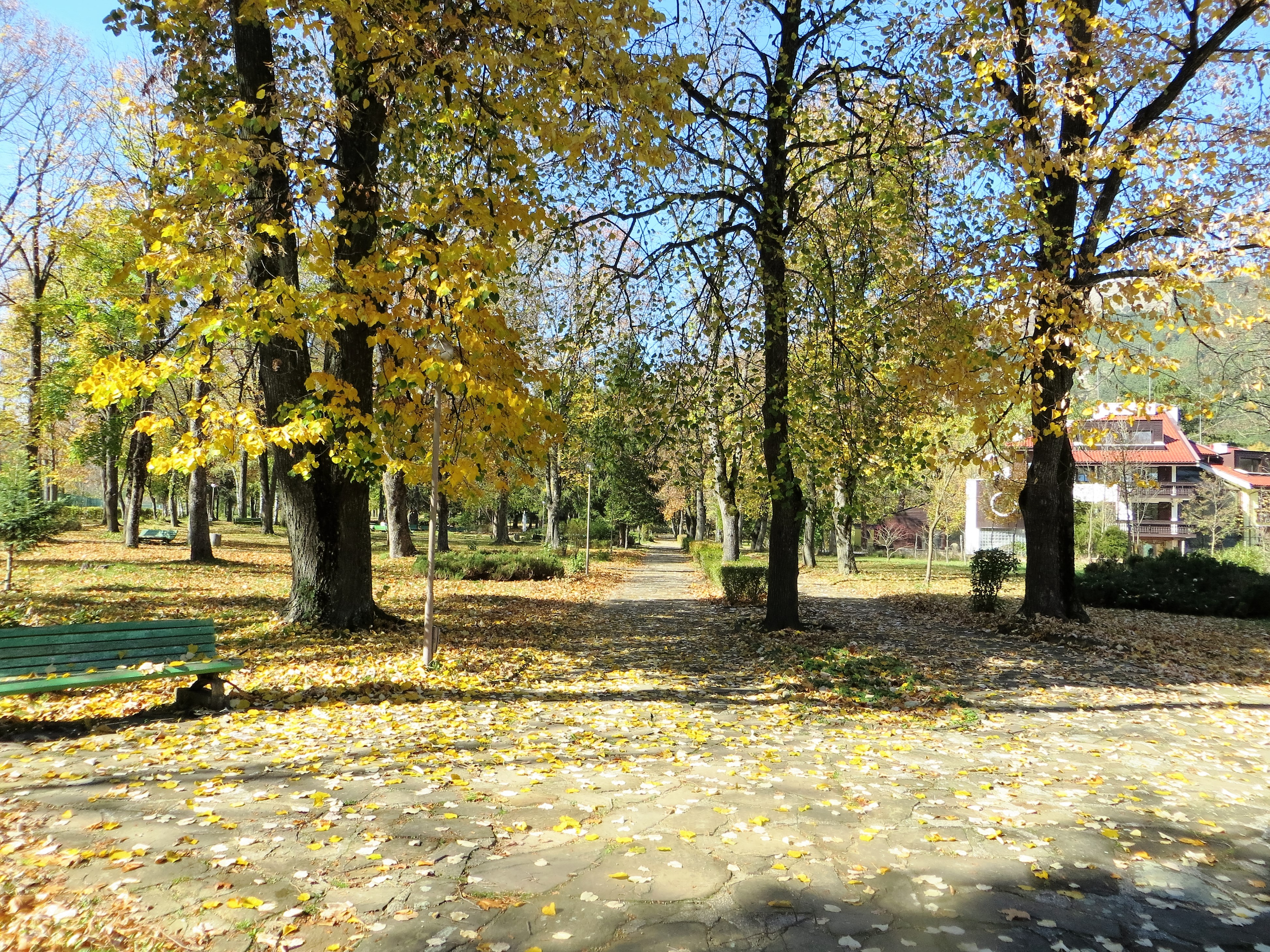
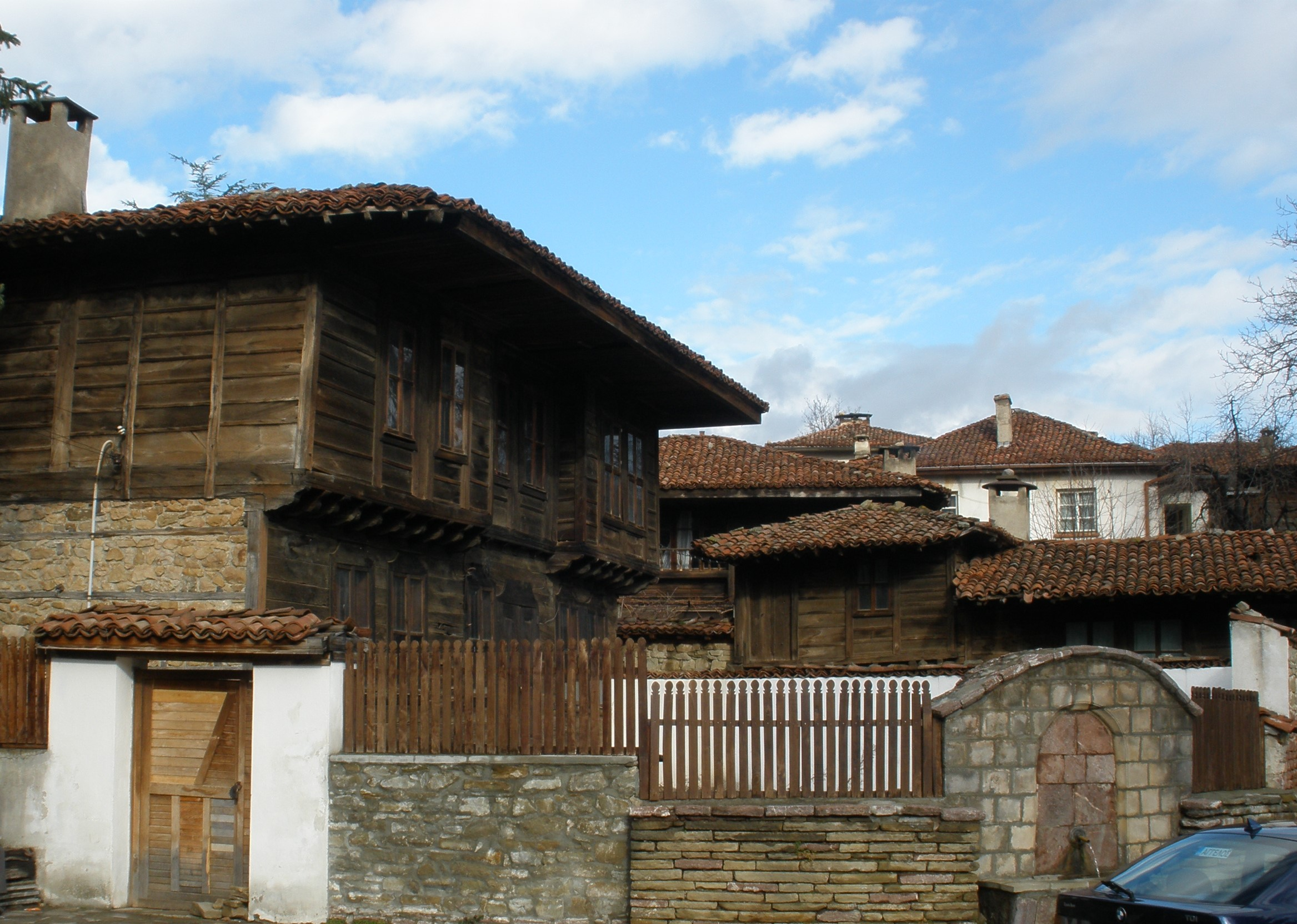
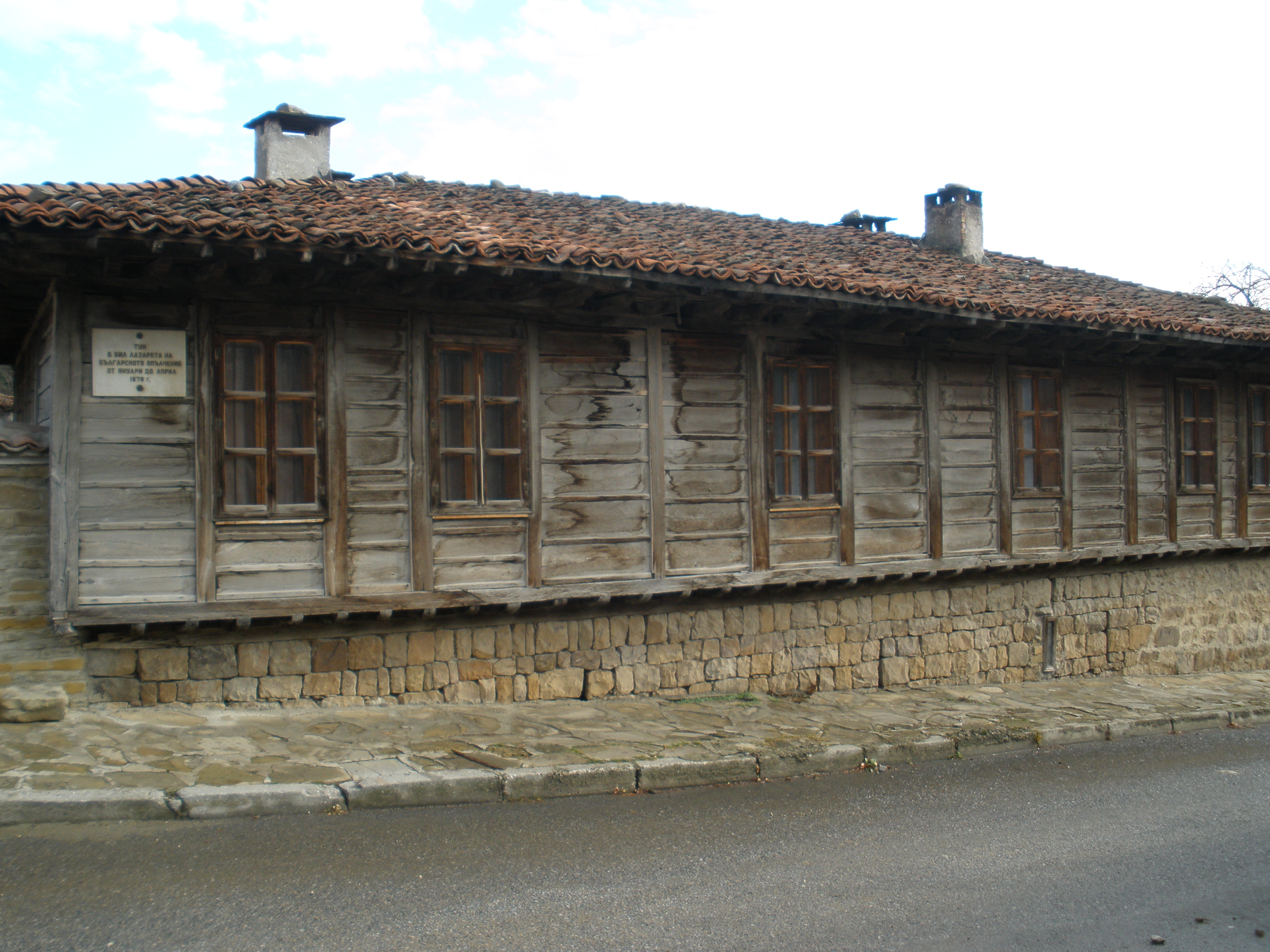
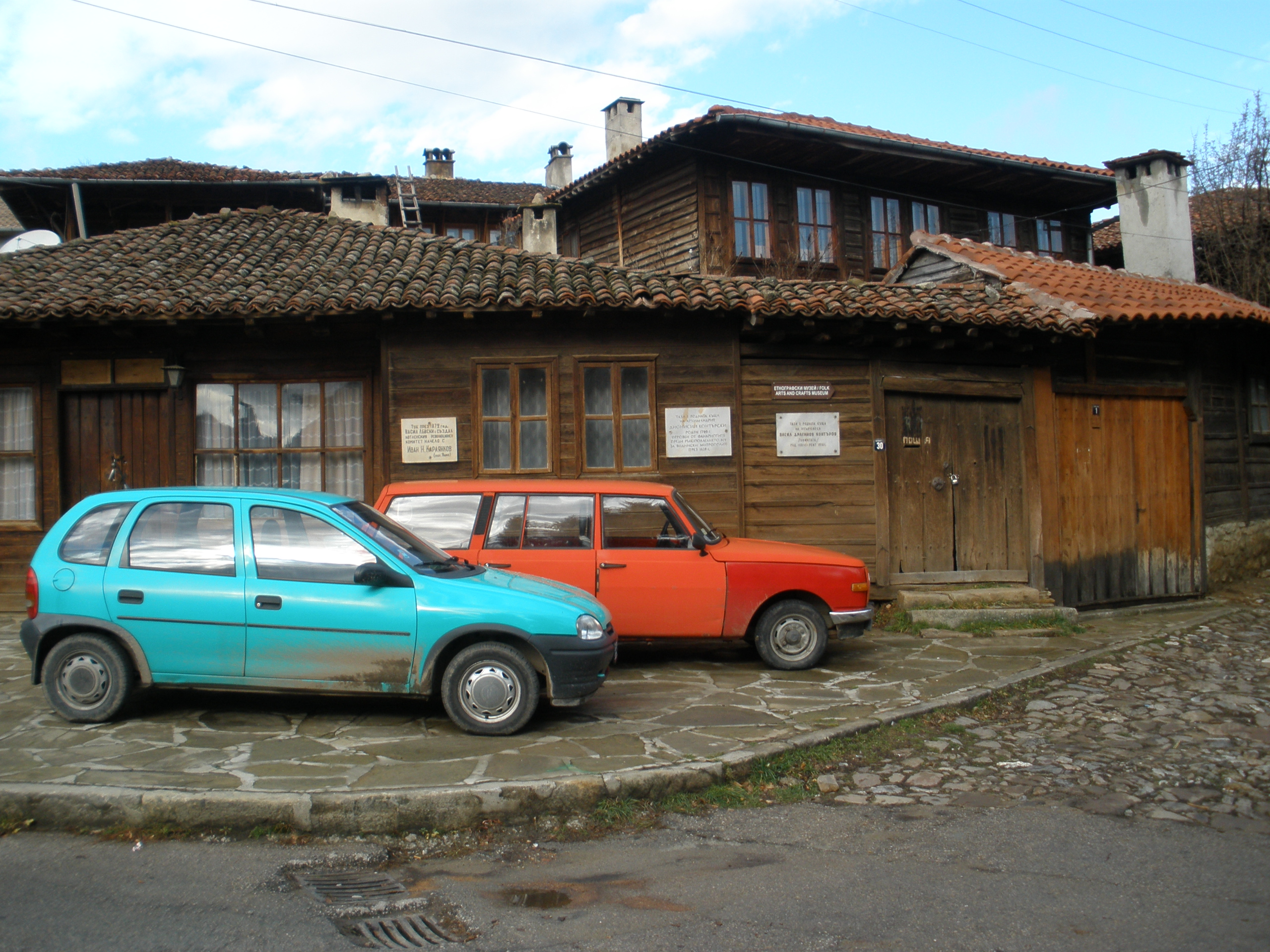
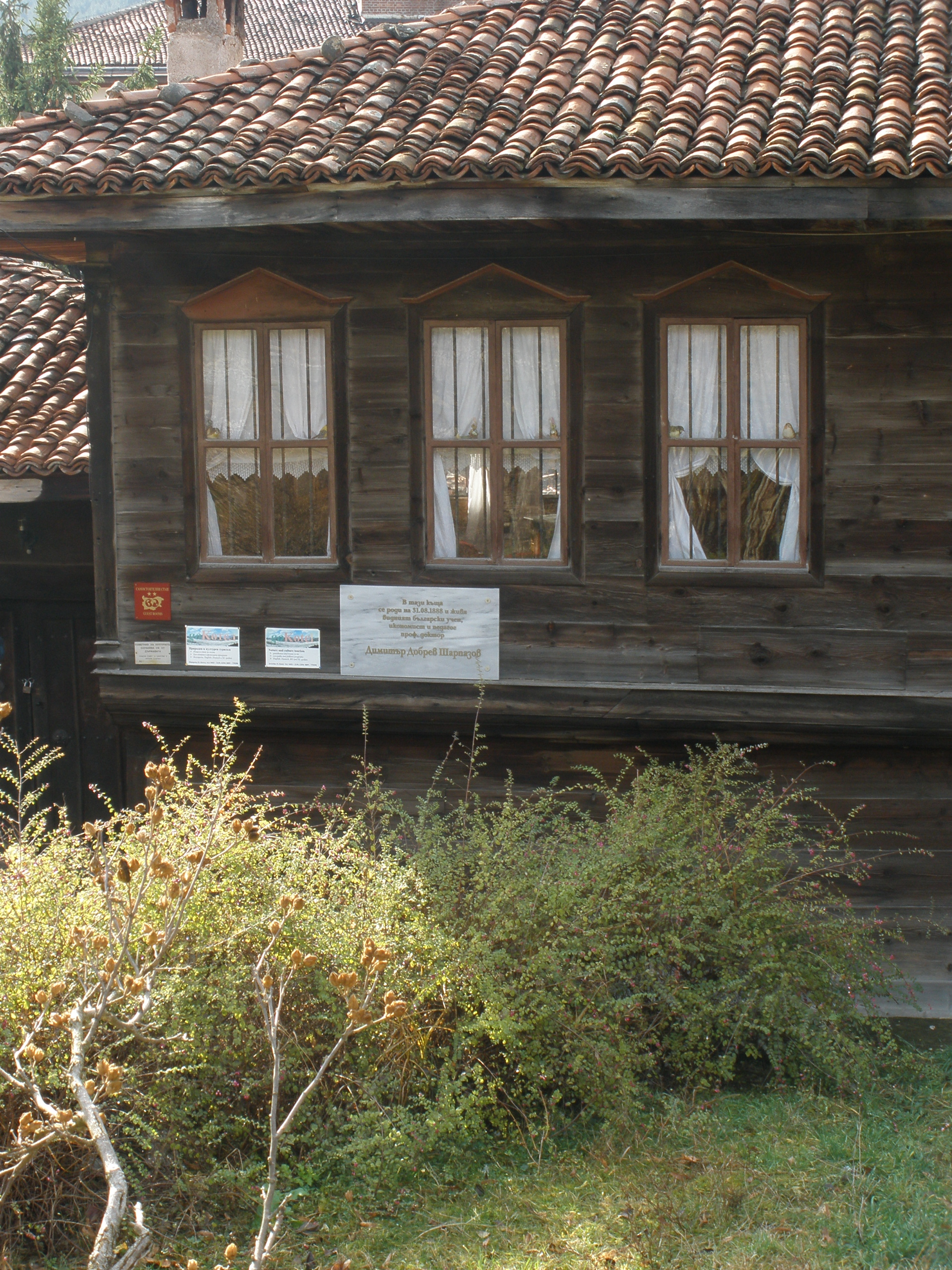
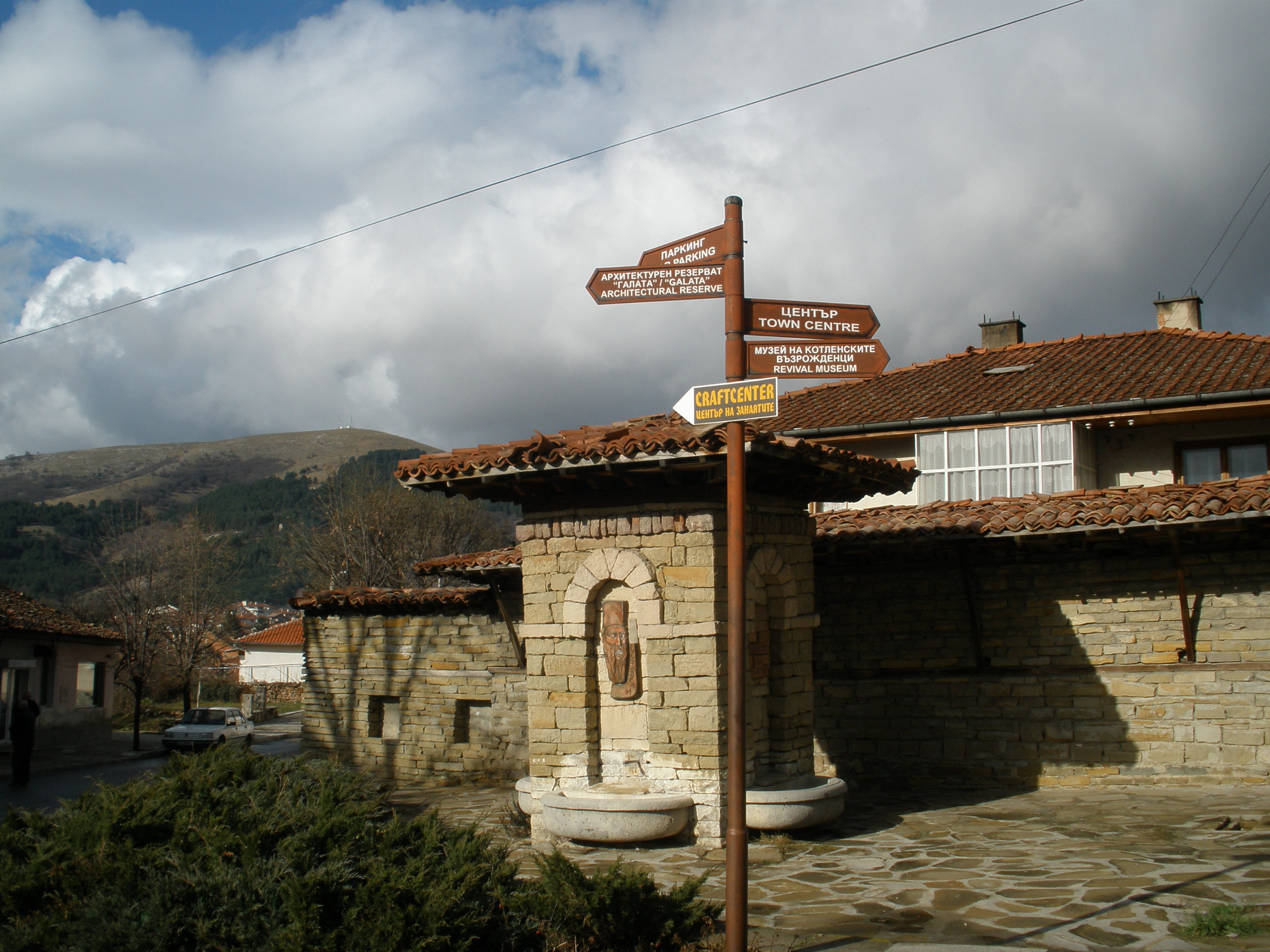
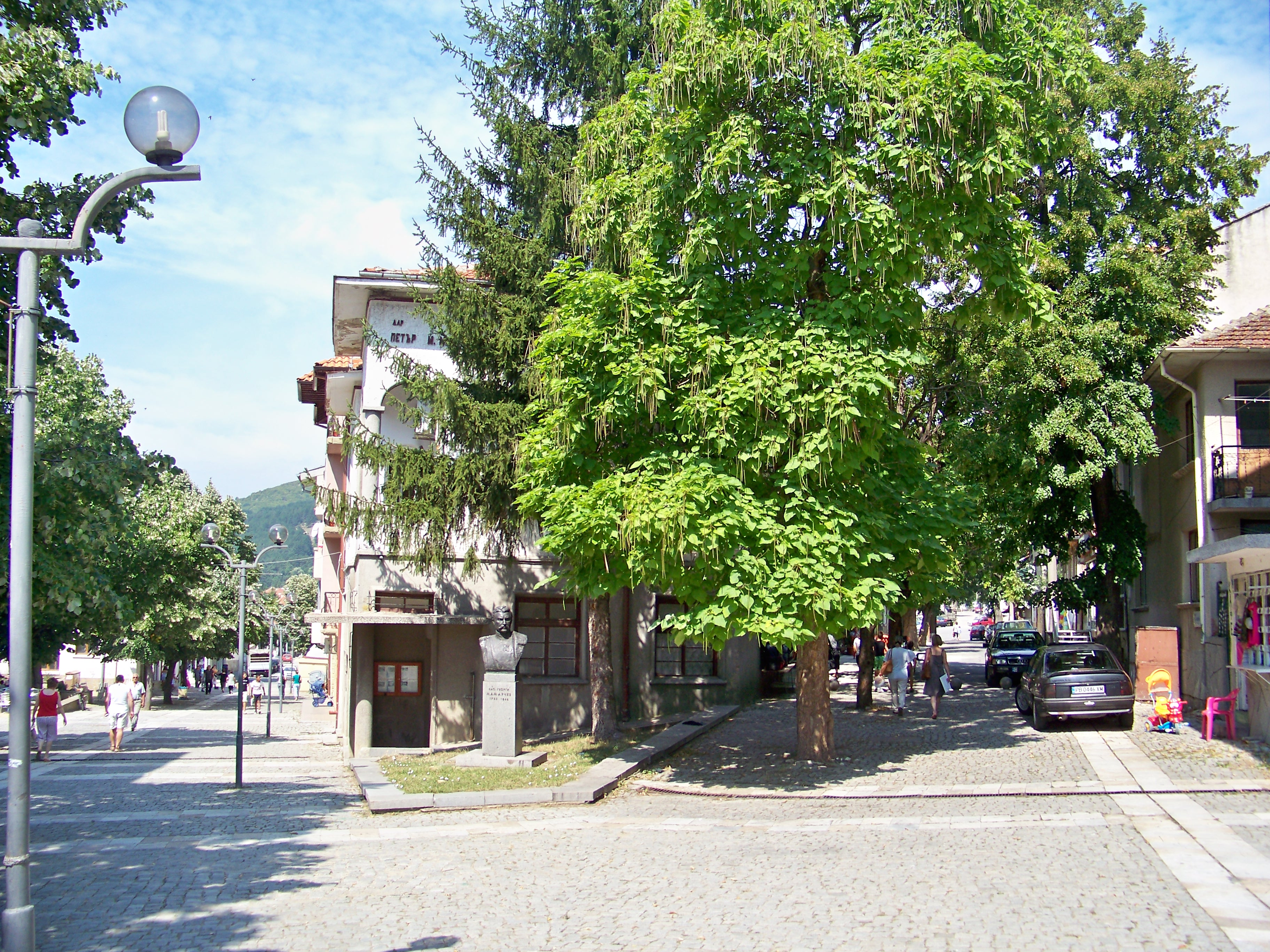
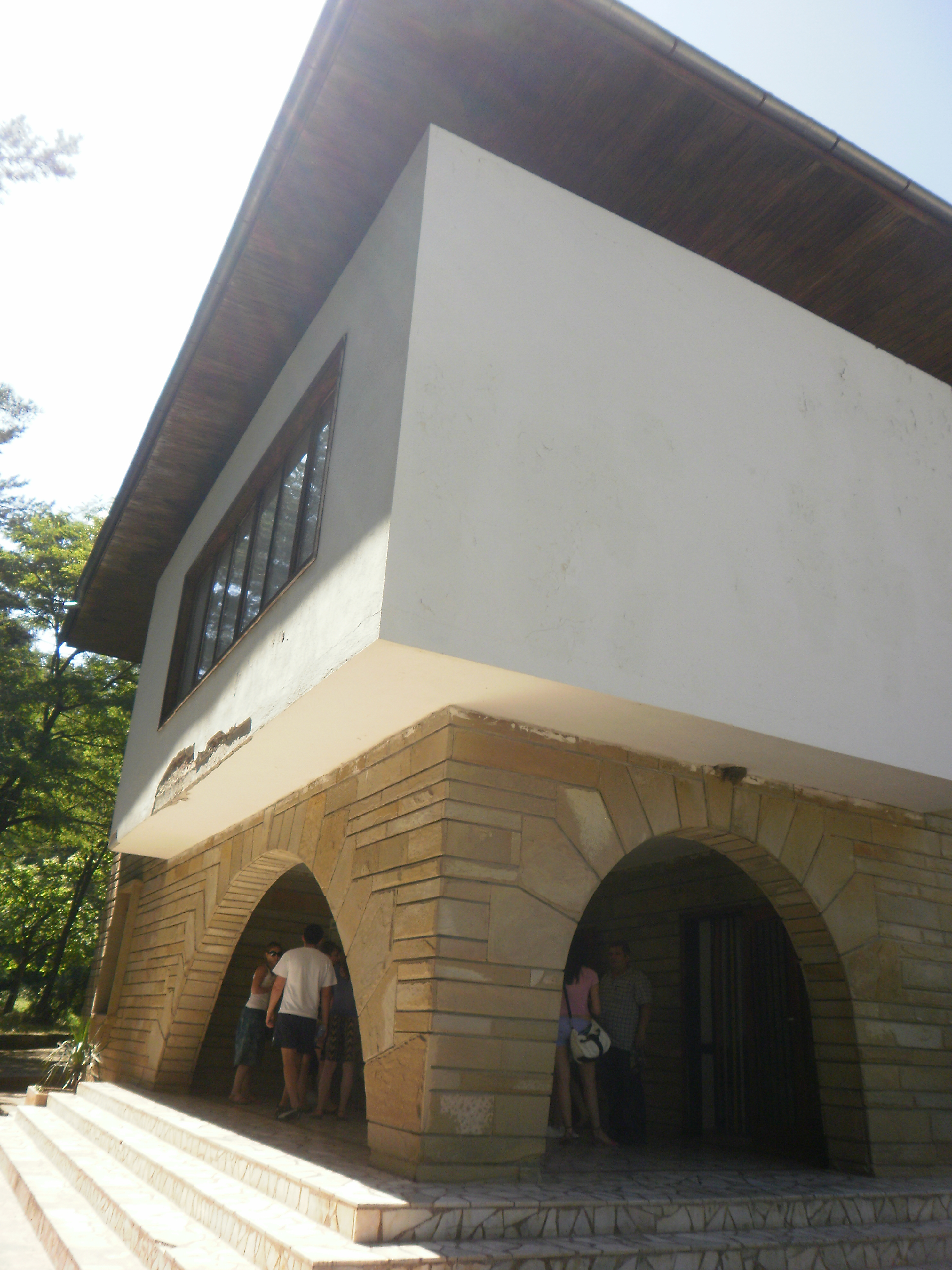